# Mahmud Tajmur
Mahmud Tajmur (ur. 1894 w Kairze, zm. 1973) – arabski pisarz, nowelista.
Był synem Ahmada Tajmura, i młodszym bratem pisarza Muhammada Tajmura. Wykształcenie zdobył w Kairze, następnie wyjechał do Francji, gdzie zapoznał się z literaturą europejską i francuską.
Po powrocie do kraju wiele czasu spędził na wsi aby potem tworzyć powieści w oparciu o tematykę życia na egipskiej wsi. Wiele z tych dzieł zostało w późniejszym okresie przetłumaczone na języki krajów europejskich (m.in. fr., ang., hiszp.). Kilka z nich ukazało się w języku polskim.
Członek Akademii Języka Arabskiego w Kairze i członek Akademii Arabskiej w Damaszku.

## Twórczość

### Tomy nowel
- 1925 – Asz-Szajch Dżum’a
- 1928 – Szajch Sajjid Abit
- 1930 – Al-hadżdż Szalabi

### Dramaty
- 1942 – Al-Machba rakm 13 (Schron nr 13)
- 1953 – Al-Muzajjafun (Fałszerze)

### Sztuki historyczne
- 1945 Hawa al-Chalida (Wieczna Ewa)
- 1945 Al-Jaum chamr (Dziś wino)

### Komedie
- 1943 – Al-Maukib (Orszak)
- 1943 – Haflat szaj (Herbatka)
- 1943 – Chamsa wa chumajsa (Amulety)
- 1943 – Abu Szusza